# Pronous lancetilla
Pronous lancetilla är en spindelart som beskrevs av Levi 1995. Pronous lancetilla ingår i släktet Pronous och familjen hjulspindlar.
Artens utbredningsområde är Honduras. Inga underarter finns listade i Catalogue of Life.